# Nephradenia pendula
Nephradenia pendula är en oleanderväxtart som beskrevs av Henry Hurd Rusby. Nephradenia pendula ingår i släktet Nephradenia och familjen oleanderväxter. Inga underarter finns listade i Catalogue of Life.